# بني حلة
قرية بنى حلة هي إحدى القرى التابعة لمركز سمسطا في محافظة بني سويف في جمهورية مصر العربية. حسب إحصاءات سنة 2006، بلغ إجمالي السكان في بنى حلة 11439 نسمة، منهم 5778 رجل و5661 امرأة.